# Reyare Thomas
Reyare Thomas (ur. 23 listopada 1987) – trynidadzko-tobagijska lekkoatletka, sprinterka.
Podczas mistrzostw Ameryki Środkowej i Karaibów w 2009 roku w Hawanie zdobyła brązowe medale w sztafecie 4 × 100 metrów oraz w biegu na 200 metrów. Cztery lata później na tej samej imprezie, tym razem w Morelii poprawiła swoje najlepsze osiągnięcie, zdobywając srebrny medal w sztafecie. W sezonie 2014 z koleżankami z reprezentacji wywalczyły brązowy medal na IAAF World Relays 2014 w Nassau, również na Bahamach. Rok później na mistrzostwach świata w Pekinie sięgnęła po brąz w sztafecie 4 × 100 metrów, a wcześniej, także na najniższym stopniu podium stanęła podczas mistrzostw Ameryki Środkowej i Karaibów.

## Osiągnięcia
| Rok  | Impreza                                  | Miejsce        | Konkurencja             | Lokata     | Wynik   |
| ---- | ---------------------------------------- | -------------- | ----------------------- | ---------- | ------- |
| 2009 | Mistrzostwa Ameryki Środkowej i Karaibów | Hawana         | sztafeta 4 × 100 metrów | 3. miejsce | 43,75   |
| 2009 | Mistrzostwa Ameryki Środkowej i Karaibów | Hawana         | bieg na 200 metrów      | 3. miejsce | 23,61   |
| 2009 | Mistrzostwa świata                       | Berlin         | sztafeta 4 × 100 metrów | 7. miejsce | 43,43   |
| 2013 | Mistrzostwa Ameryki Środkowej i Karaibów | Morelia        | sztafeta 4 × 100 metrów | 2. miejsce | 43,67   |
| 2014 | IAAF World Relays                        | Nassau         | sztafeta 4 × 100 metrów | 3. miejsce | 42,66   |
| 2015 | Mistrzostwa świata                       | Pekin          | sztafeta 4 × 100 metrów | 3. miejsce | 42,03   |
| 2015 | IAAF World Relays                        | Nassau         | sztafeta 4 × 100 metrów | 5. miejsce | 42,88   |
| 2015 | Mistrzostwa NACAC                        | San José       | sztafeta 4 × 100 metrów | 3. miejsce | 44,24   |
| 2016 | Igrzyska olimpijskie                     | Rio de Janeiro | bieg na 200 metrów      | eliminacje | 22,97   |
| 2017 | IAAF World Relays                        | Nassau         | sztafeta 4 × 200 metrów | 4. miejsce | 1:32,63 |
| 2018 | Igrzyska Wspólnoty Narodów               | Gold Coast     | bieg na 100 metrów      | 7. miejsce | 11,51   |
| 2018 | Igrzyska Wspólnoty Narodów               | Gold Coast     | sztafeta 4 × 100 metrów | 4. miejsce | 43,50   |
| 2018 | Igrzyska Ameryki Środkowej i Karaibów    | Barranquilla   | sztafeta 4 × 100 metrów | 2. miejsce | 43,61   |
| 2018 | Mistrzostwa NACAC                        | Toronto        | bieg na 200 metrów      | 8. miejsce | 23,73   |
| 2019 | IAAF World Relays                        | Jokohama       | sztafeta 4 × 100 metrów | eliminacje | 43,67   |
| 2019 | Mistrzostwa świata                       | Doha           | sztafeta 4 × 100 metrów | 6. miejsce | 42,71   |
| 2022 | Mistrzostwa NACAC                        | Freeport       | bieg na 200 metrów      | –          | DNF     |
| 2022 | Mistrzostwa NACAC                        | Freeport       | sztafeta 4 × 100 metrów | 4. miejsce | 43,81   |
| 2023 | Igrzyska Ameryki Środkowej i Karaibów    | San Salvador   | sztafeta 4 × 100 metrów | 2. miejsce | 43,43   |
| 2023 | Mistrzostwa świata                       | Budapeszt      | sztafeta 4 × 100 metrów | eliminacje | 42,85   |
| 2023 | Igrzyska panamerykańskie                 | Santiago       | bieg na 100 metrów      | 6. miejsce | 11,69   |
| 2023 | Igrzyska panamerykańskie                 | Santiago       | bieg na 200 metrów      | 5. miejsce | 23,79   |

## Rekordy życiowe
- bieg na 60 metrów (hala) – 7,37 (2012)
- bieg na 200 metrów (hala) – 23,51 (2013)
- bieg na 100 metrów – 11,22 (2015) / 11,16w (2014)
- bieg na 200 metrów – 22,72 (2016) / 22,57w (2014)

Thomas razem z koleżankami z reprezentacji jest także aktualną rekordzistą kraju w sztafetach 4 × 100 oraz 4 × 200 metrów (42,03 w 2015 oraz 1:32,62 w 2017).